# NGC 1273
NGC 1273 je galaksija u zviježđu Perzej.

## Vanjske poveznice
- SEDS: NGC 1273